# Colgar rufostigmatum
Colgar rufostigmatum är en insektsart som beskrevs av William Lucas Distant 1910. Colgar rufostigmatum ingår i släktet Colgar och familjen Flatidae. Inga underarter finns listade i Catalogue of Life.

## Bildgalleri

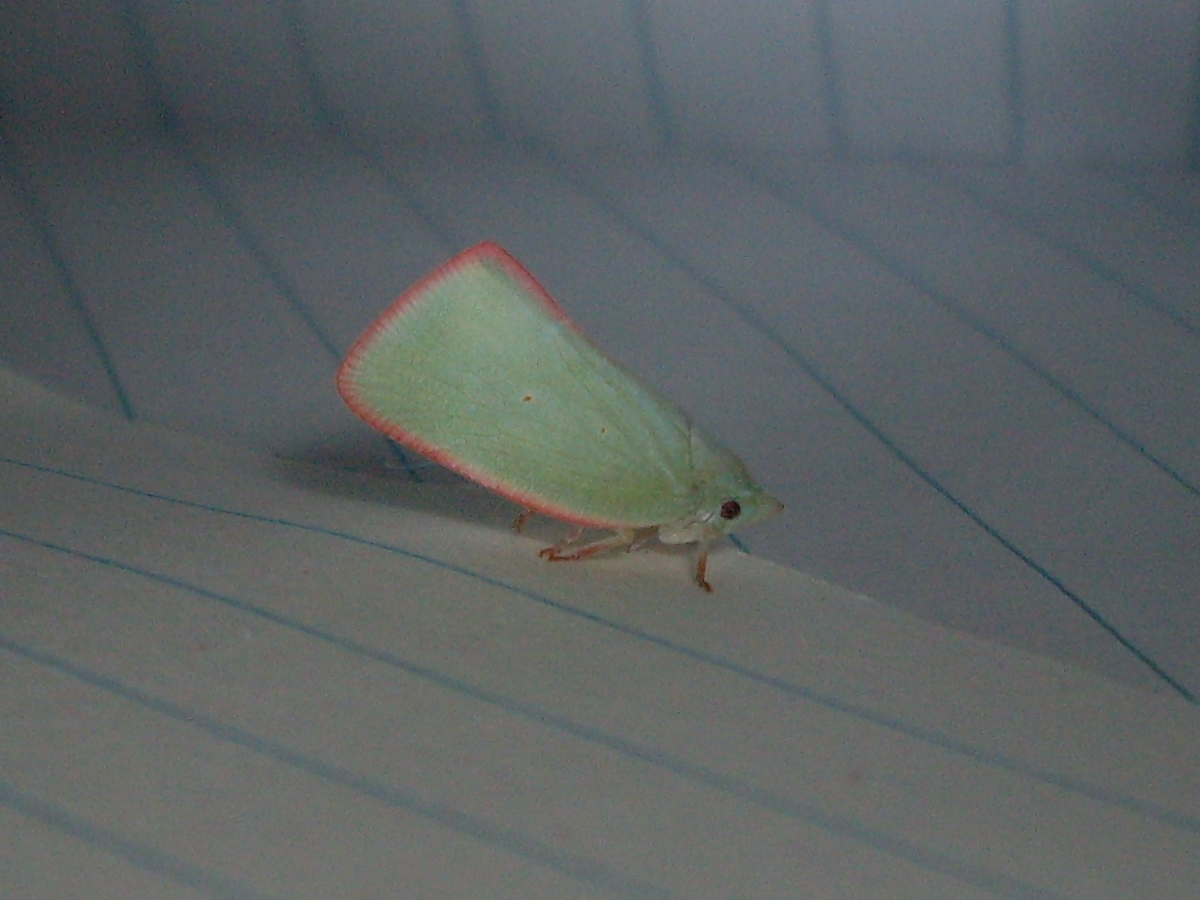